# FBXO17
FBXO17 (англ. F-box protein 17) – білок, який кодується однойменним геном, розташованим у людей на довгому плечі 19-ї хромосоми. Довжина поліпептидного ланцюга білка становить 278 амінокислот, а молекулярна маса — 31 479.
| 10         |  | 20         |  | 30         |  | 40         |  | 50         |
| ---------- |  | ---------- |  | ---------- |  | ---------- |  | ---------- |
| MGARLSRRRL |  | PADPSLALDA |  | LPPELLVQVL |  | SHVPPRSLVT |  | RCRPVCRAWR |
| DIVDGPTVWL |  | LQLARDRSAE |  | GRALYAVAQR |  | CLPSNEDKEE |  | FPLCALARYC |
| LRAPFGRNLI |  | FNSCGEQGFR |  | GWEVEHGGNG |  | WAIEKNLTPV |  | PGAPSQTCFV |
| TSFEWCSKRQ |  | LVDLVMEGVW |  | QELLDSAQIE |  | ICVADWWGAR |  | ENCGCVYQLR |
| VRLLDVYEKE |  | VVKFSASPDP |  | VLQWTERGCR |  | QVSHVFTNFG |  | KGIRYVSFEQ |
| YGRDVSSWVG |  | HYGALVTHSS |  | VRVRIRLS   |  |            |  |            |

A: Аланін

C: Цистеїн

D: Аспарагінова кислота

E: Глутамінова кислота

F: Фенілаланін

G: Гліцин

H: Гістидин

I: Ізолейцин

K: Лізин

L: Лейцин

M: Метіонін

N: Аспарагін

P: Пролін

Q: Глутамін

R: Аргінін

S: Серин

T: Треонін

V: Валін

W: Триптофан

Задіяний у такому біологічному процесі, як убіквітинування білків. 